# Тёпловское муниципальное образование (Новобурасский район)
Тёпловское муниципальное образование — сельское поселение в Новобурасском районе Саратовской области России.
Административный центр — село Тёпловка.

## История
Создано в 2005 году. В 2013 году в его состав были включены все населённые пункты упразднённого Аряшского муниципального образования.

## Население
| 2010  | 2011  | 2012  | 2013  | 2014  | 2015  | 2016  |
| ----- | ----- | ----- | ----- | ----- | ----- | ----- |
| 2560  | ↘2556 | ↗2566 | ↗2608 | ↗3884 | ↗3909 | ↗3936 |
| 2017  | 2018  | 2019  | 2020  | 2021  |       |       |
| ↗3986 | ↗4003 | ↘3960 | ↘3876 | ↘3671 |       |       |

## Населённые пункты
В состав сельского поселения входят 14 населённых пунктов:
| №  | Населённый пункт | Тип     | Население |
| -- | ---------------- | ------- | --------- |
| 1  | Аряш             | село    | ↘562      |
| 2  | Воронцовка       | село    | 12        |
| 3  | Голицино         | село    | ↘142      |
| 4  | Екатериновка     | деревня | 0         |
| 5  | Елховка          | деревня | 0         |
| 6  | Ириновка         | село    | ↘368      |
| 7  | Карабулак        | посёлок | 8         |
| 8  | Новоалексеевка   | село    | ↘194      |
| 9  | Орлов            | хутор   |           |
| 10 | Радищево         | село    | ↗134      |
| 11 | Рыбхоз           | село    | 20        |
| 12 | Тарханы          | село    | 47        |
| 13 | Тёпловка         | село    | ↘1828     |
| 14 | Чернышевка       | село    | ↘489      |